# Carl Baumann (Politiker, 1888)
Carl Amandus Friedrich Wilhelm Baumann, modernisiert auch Karl Baumann, (* 31. Juli 1888 in Osterwieck; † 2. Juli 1958 in Schwei) war ein deutscher Politiker (Deutschnationale Volkspartei (DNVP), Bürgerliche Einheitsliste (BEL), Nationalsozialistische Deutsche Arbeiterpartei (NSDAP)). Er war Mitglied des Braunschweigischen Landtages und später Mitglied des Landesausschusses für Leibesübungen beim Staatsministerium in Braunschweig.

## Leben
Er wuchs im nördlichen Harzvorland als Sohn eines Kaufmanns und dessen Ehefrau Frieda geborene Cramer auf. Nach dem Abitur am Martino-Katharineum Braunschweig studierte Carl Baumann von 1911 bis 1914 Theologie und Philosophie an der Universität Bonn, wo er das Staatsexamen ablegte. Nach Ausbruch des Ersten Weltkrieges meldete er sich als Kriegsfreiwilliger und wurde im Niedersächsischen Feldartillerie-Regiment Nr. 46 in Wolfenbüttel eingesetzt. Nachdem er zunächst 1916 Hilfslehrer am Wilhelm-Gymnasium gewesen war, erhielt er 1917 eine Anstellung als Oberlehrer an der Gauß-Oberrealschule am Löwenwall in Braunschweig, 1921 erfolgte dort die Beförderung zum Studienrat. Als Lehrer hatte er sich auf Mittelalter, Geschichte und moderne Pädagogik in ihren verschiedenen Auswirkungen spezialisiert. Daneben betrieb er eigene Familien- und Heimatforschung. So fand er beispielsweise heraus, dass seine Vorfahren mütterlicherseits Inhaber des Fideikommiss Werdum in Ostfriesland waren und väterlicherseits aus einer Bauernfamilie in Butjadingen stammten.
Baumann trat in die DNVP ein und war bis 1927 Mitglied im Stahlhelm. Von 1926 bis 1933 war er Landesvorsitzender der DNVP in Braunschweig. 1924 wurde er in den Braunschweigischen Landtag gewählt, dem er bis 1933 angehörte. Er war von 1924 bis 1927 Mitglied der Fraktion Parlamentarische Arbeitsgemeinschaft der nationalen Parteien und des Wirtschaftsverbandes, von 1927 bis 1930 stellvertretender Vorsitzender der DNVP-Fraktion und von 1930 bis 1933 Mitglied der Fraktion Bürgerliche Einheitsliste. Als Gegner der akademischen Volksschulbildung lehnte er das 1927 verabschiedete Gesetz über die hochschulmäßige Ausbildung der Lehrkräfte für den Dienst an Hochschulen ab. Anfang 1932 war er am Versuch beteiligt, Adolf Hitler zum Professor zu berufen.
Im April 1933 trat er zur NSDAP-Fraktion über. Zum 1. Mai trat Baumann der NSDAP bei (Mitgliedsnummer 3.182.184) und war Mitglied des Landesausschusses für Leibesübungen beim Staatsministerium in Braunschweig. Ab 1940 war er stellvertretender Ortsgruppenleiter der NSDAP sowie Schulungsleiter und Leiter des rassepolitischen Amtes in Braunschweig.
Carl Baumann lebte in Braunschweig, Schunterstraße 6. Im Zuge der Entnazifizierung wurde eine erneute Tätigkeit als Lehrer seitens des Landesausschusses 1946 nicht befürwortet. Nach seiner Pensionierung 1947 zog er nach Süderschwei.

## Familie
Carl Baumann heiratete am 18. März 1916 Johanna, die Tochter des Geheimen Baurates Friedrich Wilhelm Selle, der Behördenvorsteher in Braunschweig war.